# Shadrinsk
Shadrinsk (tiếng Nga: Шадринск) là một thành phố Nga. Thành phố này thuộc chủ thể Kurgan Oblast. Thành phố có dân số 80.865 người (theo điều tra dân số năm 2002). Đây là thành phố lớn thứ 201 của Nga theo dân số năm 2002. Dân số qua các thời kỳ: